# Adam Gottlob Moltke (1792-1868)
 Der er flere personer med dette navn, se Adam Gottlob Moltke (flertydig).
Adam Gottlob greve Moltke (9. september 1792 på Bregentved – 11. februar 1868) var en dansk kammerherre.
Faderen var viceadmiral Adam Gottlob Ferdinand Moltke. Moltke blev 1824 kammerjunker, var 1835-52 administrator ved Tallotteriet og blev 1847 kammerherre. Han ejede proprietærgården Lyngebækgård i Nivå, Karlebo Sogn.
Moltke blev gift 1820 med Christiane Frederikke Lund (1796-1846), men havde også en elskerinde, Vilhelmine Andrea Østergaard (1825-1882), med hvem han fik den uægte søn Vilhelm Østergaard.